# Javier Alviz
Francisco Javier Alviz Gómez (Cádiz, 14 de mayo de 1991) es un motovelocista Español.
Comenzó su carrera en 2003 y campeón de Cataluña de 2011, en la categoría motor2 y Power Cup Michelin (también en 2011). En 2013 ganó la Copa Velocidad andaluza y el Campeonato de velocidad español en la categoría de Stock Extreme.